# Etileno metil acrilato
Os elastómeros de etileno acrilato (AEM) ((-CH2CH2-)x[-CH2CH(CO2CH3)-]y) são copolímeros de etileno e acrilato com uma pequena quantidade de um monómero que facilita sua  vulcanização. O elastômero da DuPont ™, Vamac®, é projetado para resistência térmica e química superior. Amplamente utilizado para componentes automotivos, o elastômero acrílico de etileno ajuda a proporcionar longevidade em aplicações de transmissão e sistemas de gerenciamento de ar, além de proporcionar durabilidade a longo do tempo em outros ambientes com exposição química diversa em uma ampla faixa de temperatura.

## Histórico
Esforços tecnológicos, oriundos de necessidades especiais sobre materiais elastoméricos que apresentasse resistência a altas temperaturas, próximas àquelas oferecidas pelas borrachas de Silicone combinando com a resistência a derivados de petróleo mostrada pelas borrachas Butatieno-Acrilonitrila, ou Policloropreno, e ainda, que tivesse custos apreciáveis e competitivos, é que motivou os pesquisadores da DuPont Elastomers a desenvolver o VAMAC.
VAMAC é a marca registrada pela DuPont Elastomers, de uma família de polímeros elastoméricos à base de Etileno + Acrilato de Metila. Este material foi introduzido no mercado em 1975, exatamente para cobrir a lacuna, até então existente, de uma família de borrachas que oferecesse alta resistência a fluidos apolares, basicamente os derivados de petróleo, e suportasse temperatura de trabalho até 170°C, ainda, que fosse de fácil processabilidade de mistura e conformação. 

## Síntese

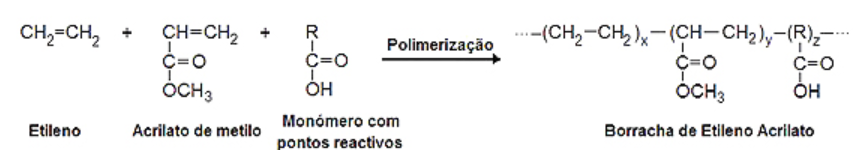
Reação de Polimerização

Os elastômeros ou polímeros Vamac® se enquadram em duas categorias gerais. A maioria deles são terpolímeros feitos de etileno, acrilato de metila e um monômero de cura, que contém pontos reativos para vulcanização.. Estes terpolímeros são normalmente curados com diaminas. A outra categoria de polímeros Vamac® são os dipolímeros feitos de etileno e acrilato de metila. Os dipolímeros são normalmente curados com peróxidos orgânicos. 
Os dipolímero Vamac® não possuem o monômero de de cura e é curável apenas com peróxidos. Um polímero não cristalino solúvel é formado, com o etileno dando boas propriedades de baixa temperatura, enquanto o teor de metilacrilato fornece resistência ao óleo. O balanço de metilacrilato e etileno é variável, dependendo do tipo de Vamac®. A estrutura do copolímero é totalmente saturada em todos os tipos, tornando o Vamac® inerentemente resistente ao ataque do ozônio. Não há halogênios presentes e, quando queimados, os gases resultantes geram pouca fumaça, pois são principalmente dióxido de carbono e água.
Não é adequado para contacto com ésteres, cetonas, gasolinas e hidrocarbonetos altamente aromáticos. Possui uma elevada capacidade de amortecimento (alta histerése). A presença do grupo carboxílico permite a vulcanização desta borracha com diaminas, mas também pode ser vulcanizada com peróxidos.
A combinação estrutural do VAMAC apresenta um copolímero não cristalino, de base etilênica, o que proporciona muito boas propriedades de resistência à flexão em baixas temperaturas, enquanto que o acrilato de metila tende a aumentar a polaridade, do copolímero, o que resulta em superior resistência a derivados de petróleo.

### Tipos de VAMAC®

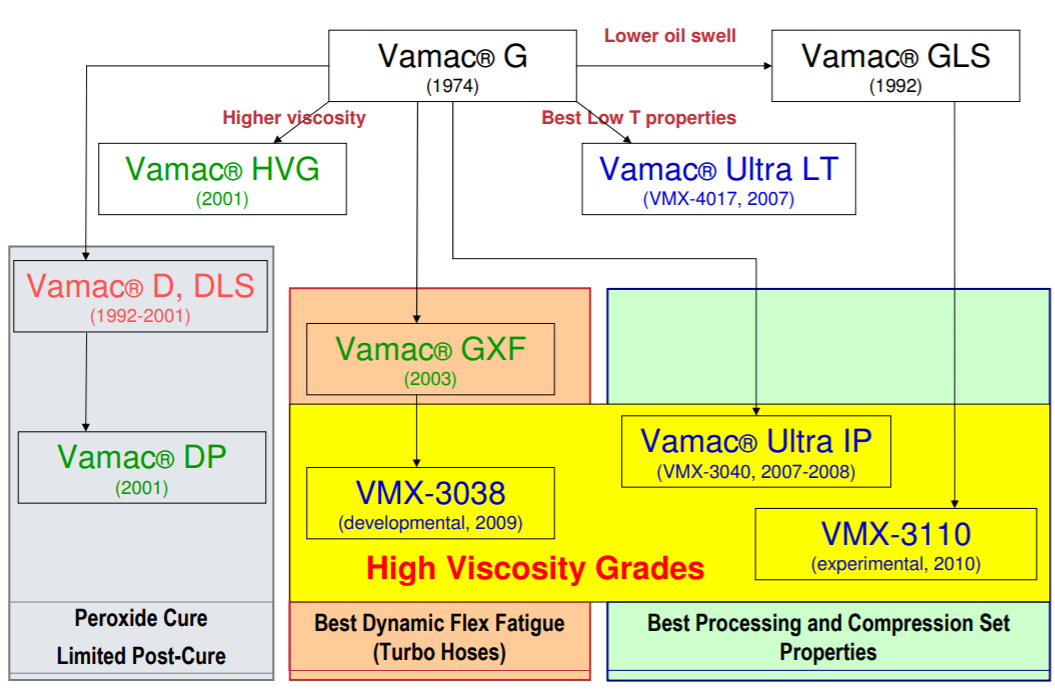
Tipos de VAMAC®

| Padrão                     | VAMAC® G                                                                   | VAMAC® GXF                                       | VAMAC® GLS                                                            |
| Alta Viscosidade           | VAMAC® Ultra IP                                                            | VAMAC® VMX-3038                                  | VAMAC® VMX-3110                                                       |
| Principais Características | Melhor Compressão, Rápido tempo de cura                                    | Melhor Dinâmica, Resistência a fadiga            | Melhor Compressão, Rápido tempo de Cura e resistência a librificantes |
| Principais Aplicações      | Peças moldadas de baixa dureza, selos e Juntas, mangueiras de alta pressão | Mangueiras Turbocompressoras de Alta Temperatura | Peças moldadas com melhor resistência a fluidos e lubrificantes       |

## Propriedades
Os copolímeros de acrilato de etileno apresentam um excelente balanço das propriedades de boa resistência aos óleos de transmissão e aos óleos de motor, resistência ao calor até 175 ºC, boa flexibilidade a baixa temperatura (até -40 ºC), elevado amortecimento, excelente resistência à compressão e ao ozonio e boa adesão aos metais e, por tudo isto, foram desde o seu aparecimento adotados na indústria automobilistica numa grande variedade de aplicações. Apresentam uma excelente resistência aos ácidos diluídos como sulfúrico, acético e nitrico. Os diferentes tipos do VAMAC contêm oxigénio, porém, com a introdução de alumina (óxido de aluminio) hidratada podem desenvolver-se compostos com boa resistência à chama para a fabricação de revestimentos de cabos. 

### Propriedades do Vamac® Vulcanizado
- Durabilidade em alta temperatura
- Boa resistência ao óleo/lubrificantes
- Excelente resistência à água
- Boa flexibilidade em baixa temperatura
- Excelente resistência a ozônio / clima
- Boa resistência mecânica
- Boa resistência à compressão
- Boa resistência à flexão
- Consistência de amortecimento de vibrações
- Baixa permeabilidade a gases
- Colorabilidade
- Baixa emissão de fumaça

### Resistência à Temperatura
As especificações normalizadas indicam exposição dos artefatos em VAMAC, perfeitamente vulcanizados às condições de altas temperaturas e imersão em óleo por curto período de tempo, seja, 70 horas. Como para todos os materiais elastoméricos, o efeito envelhecimento térmico atua significativamente, seja, a exposição em altas temperaturas por períodos contínuos de tempo, provoca perdas de propriedades numa relação inversa tempo x temperatura. No VAMAC, observa-se um aumento na densidade de reticulações com subseqüente enrijecimento antes de verificar-se qualquer sinal de reversão. Ensaios mostraram que as propriedades técnicas dos artefatos em VAMAC praticamente não se alteraram após 18 meses exposto à temperatura de 120°C, igualmente observou-se que o bons resultados permaneceram após 6 semanas à 170°C. A aplicação de artefatos em VAMAC à temperatura entre 190 a 200°C, em serviços contínuos, poderá ser tolerada, porém a vida útil da peça é diminuída, sendo medida em dias, não mais em meses ou semanas.

### Resistência Geral a Fluidos do Vamac®
O Vamac® é resistente a óleo, mas não é resistente a combustíveis agressivos ou produtos químicos.
Pode ser utilizado em contato com:
- Óleos Lubrificantes
- Fluido de transmissão automática
- Combustível diesel de hidrocarbonetos
- Querosene
- Água a 100°C
- Misturas refrigeradoras (dependendo dos aditivos e temperatura)
- Óleos Hidráulicos Minerais

Evitar utilizar em contato com:
- Gasolina (Gasolina)
- Hidrocarbonetos aromáticos
- Cetonas
- Ésteres
- Produtos químicos concentrados

## Aplicações
O Vamac é um elastômero procurado pelas suas características de alta resistência ao calor (<175ºC), amortecimento de vibrações, durabilidade, flexibilidade em baixa temperatura e resistência a óleo principalmente. Seus usos comuns são majoritariamente na indústria automobilistica em aplicações diversas como assoalho, vedações/lacres, tubos, fios e aplicações em cabos, mangueiras (tubos) para o sistema turbo, mangueiras para a ventilação do carter, cobertura das mangueiras de ar condicionado, da direcção assistida e da cobertura das mangueiras para gasóleo, são outras das aplicações frequentes.

### Soluções de Refrigeração para Motores

Na indústria automotiva, a tendência para motores menores, mais eficientes no consumo de combustível e com desempenho mais alto é cada vez maior. Aumentos na potência e no desempenho do motor resultam em motores que geram mais calor e envolvem gases e produtos químicos mais agressivos, geralmente sob alta pressão. Graus específicos de Hytrel®, Vamac® e Zytel® para uso em sistemas de gerenciamento de ar, tais como dutos de ar, mangueiras de turbocompressor e vedações, são capazes de suportar as altas tensões mecânicas, temperaturas extremas e ambientes químicos agressivos exigidos ao longo da vida útil de um veículo. Além disso, eles podem reduzir o peso em 50% e reduzir os custos em 20% em comparação com as contrapartes metálicas, ao mesmo tempo em que proporcionam excelente resistência ao calor e ao envelhecimento do fluido.
Motores a diesel com turbocompressor expõem mangueiras a temperaturas acima de 165 ° C e até 220 ° C e pressões de 2,5 bar. Os elastômeros acrílicos de etileno Vamac® oferecem os perfis de temperatura ideais e propriedades resistentes a produtos químicos para mangueiras de turbocompressores. Mangueiras feitas de Vamac® são mais baratas que suas contrapartes de silicone e têm menos juntas, reduzindo o potencial de vazamentos.

## Conformações

### Extrusão
Compostos de VAMAC apresentam baixo nervo e baixa viscosidade o que oferece fácil conformação de perfis por extrusão, porém, tende a ter pouca resistência ao colapso, assim, compostos mais carregados e de viscosidade mais elevada produzirá melhores resultados. A escolha dos grades de VAMAC HG ou HVG são preferidos, e compostos carregados com Sílica Pirogênica bem como Negro de Fumo tipo N – 550 oferecem resultados superiores de processamento. Melhor evitar o emprego de plastificantes, ou usa-los em pequenas quantidades. A calibragem da extrusora com o gradiente de temperatura de aproximadamente 30°C na boca de alimentação, 65°C ao longo do canhão e rosca e 75°C na matriz, conduzem a um ponto de partida razoável, para o início dos ajustes da máquina.

### Moldagem
Compostos com VAMAC podem ser moldados usando os sistemas comuns, empregado a outros tipos de elastômeros seja; compressão, transferência ou injeção. Compostos para moldagem por compressão, se forem de viscosidade Mooney mais elevada, (comparativamente aos compostos para moldagem por injeção ou transferência ), apresentam melhores resultados, pois, a tendência de falhas por causa de retenção de ar, ou bolhas, é menor. Também, moldes cuidadosamente projetados, observando as saídas de ar, preferencialmente ao lado oposto à posição de alimentação, reduzem probabilidade de defeitos, nas peças. A característica de alta polaridade do VAMAC provoca maior possibilidade de grudar o composto no molde e assim aumentar a crosta formada, e para evitar a formação desta crosta pode-se utilizar desmoldantes semi permanentes e regular a limpeza do molde, de preferência por meio de compostos poliméricos designados para tal função.

## Considerações de Descarte
As opções preferidas para descarte do VAMAC são reciclagem, incineração com recuperação de energia e aterro. O alto valor combustível deste material torna a incineração muito desejável para situações em que não podem ser reciclados. 